# Anomalia Pioneer
Per Anomalia Pioneer, o Pioneer anomaly nella letteratura specialistica anglosassone, si intende un'accelerazione anomala  {\displaystyle A_{\rm {Pio}}=(8{,}74\pm 1{,}33)\times 10^{-10}\ {\rm {m\ s}}^{-2}}, ossia di quasi un nanometro per secondo al quadrato, e diretta approssimativamente verso il Sole registrata dalla telemetria delle sonde interplanetarie Pioneer 10 e Pioneer 11 dopo che oltrepassarono la soglia delle 20 unità astronomiche, laddove 1 unità astronomica è pari a circa 150 milioni di chilometri, ossia {\displaystyle 1\ {\rm {UA}}=1{,}49597870691\times 10^{11}\ {\rm {m}}}, procedendo lungo traiettorie iperboliche quasi opposte che le portarono al di fuori del Sistema Solare.
Al momento, si ritiene che l'Anomalia Pioneer sia, con ogni probabilità, un effetto non-gravitazionale interno alle sonde, in particolare di tipo termico.
A lungo si è speculato sulla possibilità che si trattasse, invece, di un effetto esterno, conseguenza di una qualche modificazione a lungo raggio delle ordinarie leggi della gravitazione di Newton (infatti, a quelle distanze gli effetti dovuti alla relatività generale di Einstein sono del tutto trascurabili). D'altra parte, se così fosse, l'Anomalia Pioneer, almeno nella forma in cui ci è attualmente nota, avrebbe dovuto manifestare i suoi effetti anche sul moto orbitale dei pianeti e dei satelliti che si muovono in quelle stesse regioni dello spazio in cui essa si è manifestata. Si potrebbe pertanto ipotizzare che essi dovrebbero essere così significativi che difficilmente sarebbero potuti sinora sfuggire a una loro rilevazione, per quanto le orbite dei pianeti esterni non siano note con la medesima accuratezza di quelle dei pianeti rocciosi interni. Ultimamente, però, è stata addotta l'ipotesi che l'anomalia Pioneer possa essere causata dal fatto che il vuoto possa essere un fluido non-newtoniano. In quest'ultima ipotesi, dato che le masse dei pianeti e dei satelliti, eventualmente soggette a questa anomalia, sono così elevate in confronto alla massa della sonda Pioneer (la massa risulta infatti al denominatore, nella legge di Stokes modificata utilizzata nel modello del vuoto come fluido non-newtoniano), di fatto risulterebbe difficilissimo, se non impossibile, con i mezzi attuali, calcolare gli eventuali effetti dell'anomalia Pioneer, nel modo in cui è stata formulata dall'autore dell'ipotesi del vuoto, come fluido non-newtoniano, sui pianeti e satelliti eventualmente presenti nella stessa regione dello spazio in cui si muove la sonda Pioneer.